# Clarence Eddy
Hiram Clarence Eddy (Greenfield, Massachusetts, 23 de juny de 1851 - Chicago, Illinois, 10 de gener de 1937) fou un organista i compositor estatunidenc.
Estudià a Hartford i a Berlín. El 1894 fou nomenat organista de l'església congregacionalista de Chicago. A més de nombrosos estudis per a orgue i d'una traducció de l'obra de Haupt, Contrapunt, fuga i doble contrapunt (1876), va publicar, originals. The Church and Concert Organist (1882-1885), The Organs in Church (1887), etc.,.